# Ed (televisieserie)
Ed is een voor de Emmy Award genomineerde Amerikaanse sitcom, die tussen 2000 en 2004 werd uitgezonden op NBC. In Nederland was de serie korte tijd te zien op Net5. Hoewel de serie na vier seizoenen uit de lucht werd gehaald, heeft ze toch nog een groep trouwe fans.

## Overzicht
De serie gaat over Ed Stevens, een succesvolle advocaat die ontslagen wordt en er op dezelfde dag achter komt dat zijn vriendin vreemdgaat. Hij besluit om terug te keren naar Stuckyville, het dorp waar hij was geboren en opgegroeid, om achter Carol Vessey aan te gaan, het meisje op wie hij op de middelbare school verliefd was. Om in zijn dorp te kunnen blijven koopt hij de lokale bowlingbaan.